# 無綫電視海外首發劇集列表
本列表列出由TVBI或Astro AOD率先在香港以外地區首播以及之後在香港無綫電視擁有的翡翠台和高清翡翠台或無綫網絡電視（2013年前身為無綫收費電視）擁有的無綫劇集台（包括之前由銀河衛視擁有的tvbE、SuperSun 新電視擁有的精選劇集台）、無綫精選台和無綫經典台播出由無綫電視製作的劇集，以發行年份排列。

## 1980年代
| 首發月份 | 集數 | 來源 | 劇名       | 主演                                         | 監製   | 香港播出日期及頻道   | 備註 |
| 1986年   |      |      |            |                                              |        |                      |      |
| 4月      | 18   | 香港 | 薛剛反唐   | 劉青雲、萬梓良                               | 蕭顯輝 | 2006年在收費頻道播出 |      |
| 1987年   |      |      |            |                                              |        |                      |      |
| 2月      | 20   | 香港 | 天龙神剑   | 苗侨伟、刘青云、戚美珍、曾华倩、陈秀雯       | 甘志辉 | 1987年在翡翠台播出   |      |
| 12月     | 20   | 香港 | 天狼劫     | 劉德華、邵美琪、黎漢持、羅 蘭、劉 丹、羅麗娥 | 劉仕裕 | 2012年在收費頻道播出 |      |
| 1988年   |      |      |            |                                              |        |                      |      |
| 4月      | 20   | 香港 | 奇門鬼谷   | 黃日華、歐瑞偉、龔慈恩                       | 李鼎倫 |                      |      |
| 1989年   |      |      |            |                                              |        |                      |      |
| 8月      | 20   | 香港 | 晉文公傳奇 | 黎 明、羅慧娟、郭秀雲                        | 蕭顯輝 | 2009年在收費頻道播出 |      |

## 1990年代
| 首發月份 | 集數 | 來源 | 劇名           | 主演                                                                                           | 監製   | 香港播出日期及頻道             | 備註               |
| 1990年   |      |      |                |                                                                                                |        |                                |                    |
| 3月      | 20   | 香港 | 天若有情       | 黃秋生、鄭伊健、吳岱融、鄭浩南                                                                 | 李國立 | 1990年在翡翠台的非黃金時段播出 |                    |
| 7月      | 20   | 香港 | 大唐名捕       | 吳鎮宇、梁珮玲                                                                                 | 楊錦泉 |                                |                    |
| 8月      | 20   | 香港 | 玉面飛孤       | 吳岱融、李婉華、罗慧娟                                                                         | 莊偉建 | 2017年在收費頻道播出           |                    |
| 10月     | 20   | 香港 | 日月神劍       | 郭晉安、張衛健、楊 羚、陳安瑩                                                                  | 楊錦泉 | 1991年在翡翠台的非黃金時段播出 |                    |
| 11月     | 20   | 香港 | 月兒彎彎照九州 | 鄭伊健、陳松齡、胡越山、林 利                                                                  | 蕭 笙  | 1991年在翡翠台的黃金時段播出   |                    |
| 1991年   |      |      |                |                                                                                                |        |                                |                    |
| 7月      | 20   | 香港 | 大地飛鷹       | 吳鎮宇、黎美嫻                                                                                 | 蕭顯輝 | 1992年在翡翠台的非黃金時段播出 |                    |
| 9月      | 20   | 香港 | 命運迷宮       | 曾偉權、甄子丹、曾華倩、黎美嫻                                                                 | 楊錦泉 | 2016年在收費頻道播出           |                    |
| 12月     | 20   | 香港 | 拳王賭至尊     | 張衛健、江欣燕、吳 剛、關秀媚、歐陽震華                                                        | 楊錦泉 | 1992年在翡翠台的黃金時段播出   |                    |
| 1992年   |      |      |                |                                                                                                |        |                                |                    |
| 1月      | 20   | 香港 | 大賭場         | 羅嘉良、邵仲衡                                                                                 | 李兆華 | 2015年在收費頻道播出           |                    |
| 2月      | 20   | 香港 | 出位江湖       | 郭晋安、江欣燕                                                                                 | 李艷芳 | 2014年在收費頻道播出           |                    |
| 6月      | 20   | 香港 | 金蛇郎君       | 鄭伊健、羅慧娟、尹揚明、彭家麗、朱鐵和、張 翼、梁佩瑚                                          | 李國立 | 1993年在翡翠台的非黃金時段播出 |                    |
| 10月     | 20   | 香港 | 水滸英雄傳     | 曾偉權                                                                                         | 蕭顯輝 |                                |                    |
| 10月     | 20   | 香港 | 中神通王重陽   | 鄭伊健、羅嘉良、周慧敏、關禮傑                                                                 | 余明生 |                                |                    |
| 1993年   |      |      |                |                                                                                                |        |                                |                    |
| 3月      | 18   | 香港 | 魔刀俠情       | 溫兆倫、張兆輝、蔡少芬、洪 欣                                                                  | 劉仕裕 | 1993年在翡翠台的非黃金時段播出 |                    |
| 3月      | 20   | 香港 | 精武五虎       | 曾偉權、林文龍                                                                                 | 蕭顯輝 |                                |                    |
| 10月     | 10   | 香港 | CATWALK俏佳人  | 陶大宇、林保怡、蘇永康、李國祥、陳妙瑛、郭可盈、麥家琪、林麗薇、周逸鳳、鄧麗文、劉海靈、歐瑞偉 | 鄧特希 | 1994年在翡翠台的黃金時段播出   |                    |
| 10月     | 20   | 香港 | 俠女游龍       | 羅嘉良、李麗珍                                                                                 | 黃有全 | 1994年在翡翠台的非黃金時段播出 |                    |
| 1994年   |      |      |                |                                                                                                |        |                                |                    |
| 6月      | 40   | 港台 | 俠義見青天     | 刘松仁、万梓良、葉 童、恬 妞、吴启华、曾华倩、劉 丹                                            | 楊佩佩 | 1997年在翡翠台的非黃金時段播出 | 翡翠台每日播映半集 |
| 8月      | 20   | 香港 | 箭俠恩仇       | 林文龍、魏骏杰、洪 欣、曹 眾                                                                   | 楊錦泉 | 1995年在翡翠台的非黃金時段播出 |                    |
| 8月      | 20   | 香港 | 情濃大地       | 周海媚、羅嘉良、張兆輝、艾 威、崔嘉寶、陳珮珊、馮素波、關海山                                  | 劉仕裕 | 1995年在翡翠台的黃金時段播出   |                    |
| 9月      | 20   | 香港 | 小李飛刀       | 關禮傑、錢嘉樂、傅明憲、關寶慧                                                                 | 李元科 | 1995年在翡翠台的非黃金時段播出 |                    |
| 12月     | 20   | 香港 | 白髮魔女傳     | 蔡少芬、何寶生                                                                                 | 蕭顯輝 | 1995年在翡翠台的黃金時段播出   |                    |
| 1995年   |      |      |                |                                                                                                |        |                                |                    |
| 6月      | 20   | 香港 | 隋唐群英會     | 林嘉華、伍衛國、譚耀文、張兆輝、曹 眾                                                          | 蕭顯輝 | 1996年在翡翠台的非黃金時段播出 |                    |
| 1998年   |      |      |                |                                                                                                |        |                                |                    |
| 9月      | 20   | 香港 | 撻出愛火花     | 謝霆鋒、張燊悅、元 華、梁藝齡、歐倩怡、劉愷威、韋家雄                                          | 莊偉建 | 2000年在翡翠台的黃金時段播出   |                    |
| 12月     | 20   | 香港 | 生命有TAKE2    | 黃日華、郭耀明、陳法蓉、佘詩曼、謝天華                                                         | 徐正康 | 2000年在翡翠台的黃金時段播出   |                    |
| 1999年   |      |      |                |                                                                                                |        |                                |                    |
| 12月     | 20   | 香港 | 緣份無邊界     | 林保怡、張可頤、鄭中基、蓋鳴暉、陳彥行                                                         | 潘嘉德 | 2000年在翡翠台的黃金時段播出   |                    |

## 2000年代
| 首發月份 | 集數 | 來源 | 劇名             | 主演                                                                                  | 監製          | 香港播出日期及頻道                                  | 備註                                                                                                |
| 2000年   |      |      |                  |                                                                                       |               |                                                     | |
| 6月      | 37   | 香港 | 倚天屠龍記       | 吳啟華、黎 姿、佘詩曼、劉松仁、米 雪                                                  | 莊偉建        | 2001年在翡翠台播出                                  | |
| 8月      | 30   | 中港 | 碧血劍           | 林家棟、佘詩曼、江 華、吳美珩、關寶慧、歐子欣                                         | 李添勝        | 2000年在翡翠台播出                                  | |
| 2001年   |      |      |                  |                                                                                       |               |                                                     | |
| 1月      | 20   | 香港 | 街市的童話       | 羅嘉良、伍詠薇、吳美珩、夏 雨、劉雅麗、程可為                                         | 譚朗昌        | 2004年在收費頻道播出 2006年在翡翠台播出             | 翡翠台每日播映半集                                                                                  |
| 3月      | 20   | 香港 | 公私戀事多       | 馬浚偉、陳松伶、唐文龍、姚嘉妮                                                        | 徐遇安        | 2001年在翡翠台播出 2008年在收費頻道播出             | |
| 6月      | 20   | 香港 | 勇探實錄         | 郭晉安、張家輝、袁潔瑩                                                                | 林志華        | 2001年在翡翠台播出 2011年在收費頻道播出             | 前名《警察故事》                                                                                    |
| 8月      | 20   | 香港 | 婚姻乏術         | 羅嘉良、苑瓊丹、蘇玉華、謝天華、胡杏兒                                                | 黃偉聲        | 2004年在收費頻道播出 2006年在翡翠台播出             | 前名《男女之間》                                                                                    |
| 9月      | 22   | 香港 | 法網伊人         | 李克勤、郭可盈、謝天華、吳綺莉                                                        | 譚朗昌        | 2002年在翡翠台播出                                  | 前名《師奶師爺》                                                                                    |
| 10月     | 20   | 香港 | 肥婆奶奶扭計媳   | 沈殿霞、向海嵐、江 華                                                                 | 李添勝        | 2005年在收費頻道播出 2012年在翡翠台播出             | 前名《郵購新娘》                                                                                    |
| 2002年   |      |      |                  |                                                                                       |               |                                                     | |
| 1月      | 20   | 香港 | 天子尋龍         | 陳浩民、文頌嫻、麥長青、楊 怡、羅冠蘭、李國麟、羅 蘭                                  | 張乾文        | 2003年在翡翠台播出                                  | 前名《大唐龍珠》                                                                                    |
| 3月      | 20   | 香港 | 紅衣手記         | 佘詩曼、康子妮、陳鍵鋒                                                                | 劉仕裕        | 2004年在收費頻道播出 2007年在翡翠台播出             | 前名《白衣師妹》                                                                                    |
| 4月      | 25   | 香港 | 七號差館         | 薛家燕、吳啟華、張可頤、張兆輝、汪 琳、蔡子健、曹永廉、鄧兆尊                         | 蕭顯輝        | 2004年在收費頻道播出 2011年在翡翠台播出             | 翡翠台版20集                                                                                        |
| 4月      | 25   | 香港 | 鄭板橋           | 王 喜、陳松伶、黎 姿、胡杏兒                                                          | 林志華        | 2005年在收費頻道播出 2007年在翡翠台播出             | 又名《難得糊塗》                                                                                    |
| 4月      | 20   | 香港 | 蕭十一郎         | 黃日華、邵美琪、向海嵐                                                                | 黃偉聲        | 2005年在收費頻道播出 2007年在翡翠台播出             | 大陸易名《割鹿刀》                                                                                  |
| 4月      | 20   | 香港 | 一網情深         | 陸 毅、蔣 虹、葉 璇、陳浩民、佟大為、張 恒、鄭嘉穎、高 雄、王 琳                      | 汪歧          | 2005年在收費頻道播出 2007年在翡翠台播出             | 前名《e網情深》                                                                                     |
| 5月      | 20   | 香港 | 談談情·練練武    | 林保怡、郭羨妮、龔蓓苾                                                                | 戚其義        | 2004年在收費頻道播出 2013年在翡翠台播出             | 前名《青春兵團》 大陸易名《藝武情深》                                                               |
| 7月      | 20   | 香港 | 我要Fit一Fit     | 沈殿霞、袁潔瑩、鄭中基、文頌嫻、劉玉翠、鄭敬基、鄭嘉穎、易智遠                        | 王心慰        | 2002年在翡翠台播出                                  | 大陸易名《出頭當自強》                                                                              |
| 8月      | 22   | 香港 | 洗冤錄II         | 歐陽震華、佘詩曼、滕麗名、歐錦棠、譚小環、蔡子健、汪 琳、劉錦玲、李國麟、廖啟智       | 蕭顯輝        | 2003年在翡翠台播出                                  | |
| 9月      | 20   | 香港 | 點指賊賊賊捉賊   | 溫兆倫、蒙嘉慧、錢嘉樂、吳美珩、石 修、楊 怡、鄧萃雯                                  | 黃偉聲        | 2005年在收費頻道播出 2006年在翡翠台播出             | 前名《華克探長》、《賊佬要當差》                                                                    |
| 10月     | 20   | 香港 | 轉世驚情         | 關德輝、陳 豪、唐文龍、羅敏莊、梁 琤、蘇玉華、李思蓓                                  | 李添勝        | 2005年在收費頻道播出 2006年在翡翠台播出             | 前名《幻海人生》                                                                                    |
| 11月     | 20   | 香港 | 駁命老公追老婆   | 方中信、郭羡妮、陳 豪、謝天華、袁彩雲                                                 | 莊偉建        | 2004年在收費頻道播出 2011年在翡翠台播出             | |
| 11月     | 32   | 香港 | 帝女花           | 馬浚偉、佘詩曼、陳 豪、郭羨妮、邵美琪、唐文龍                                         | 鄺業生        | 2003年在翡翠台播出                                  | |
| 11月     | 20   | 香港 | 撲水冤家         | 吳啟華、葉 童、陳 豪、黃卓玲                                                          | 王心慰        | 2003年在翡翠台播出                                  | 前名《回到未發時》                                                                                  |
| 2003年   |      |      |                  |                                                                                       |               |                                                     | |
| 5月      | 20   | 香港 | 謎情家族         | 郭晉安、伍詠薇、文頌嫻、黎耀祥、林韋辰、譚小環                                        | 林志華        | 2006年在翡翠台播出                                  | 前名《推理家族》                                                                                    |
| 6月      | 30   | 香港 | 俗世情真         | 譚耀文、郭可盈、向海嵐                                                                | 徐正康        | 2003年在翡翠台播出                                  | 前名《生命天使》                                                                                    |
| 6月      | 20   | 香港 | 花樣中年         | 方中信、佘詩曼、錢嘉樂、向海嵐、蔣志光、楊思琦                                        | 羅永賢        | 2003年在翡翠台播出 2011年在收費頻道播出             | |
| 6月      | 20   | 香港 | 牛郎織女         | 溫兆倫、郭羨妮、歐錦棠、唐 寧                                                         | 莊偉建        | 2005年在收費頻道播出 2007年在翡翠台播出             | 翡翠台版每日播映半集                                                                                |
| 8月      | 30   | 香港 | 西關大少         | 劉松仁、趙雅芝、張智霖、佘詩曼、陳鍵鋒                                                | 李添勝        | 2003年在翡翠台播出 2011年在收費頻道播出             | |
| 10月     | 40   | 香港 | 陀槍師姐IV       | 蔡少芬、歐陽震華、滕麗名、魏駿傑、林文龍、蒙嘉慧                                      | 鄺業生        | 2004年在翡翠台播出                                  | |
| 11月     | 20   | 香港 | 怪俠一枝梅       | 溫兆倫、楊 怡、關禮傑、陳鍵鋒、蔣雅文                                                 | 張乾文        | 2004年在翡翠台播出                                  | |
| 12月     | 30   | 香港 | 鳳舞香羅         | 陳 豪、江 華、向海嵐、黎 姿、吳美珩、魏駿傑、唐文龍                                   | 蕭顯輝        | 2005年在收費頻道播出 2013年在翡翠台播出             | |
| 2004年   |      |      |                  |                                                                                       |               |                                                     | |
| 1月      | 20   | 香港 | 追魂交易         | 王 喜、關禮傑、胡杏兒、胡諾言、林敏俐、駱應鈞                                         | 關永忠        | 2004年在收費頻道播出 2006年在翡翠台播出             | |
| 1月      | 20   | 香港 | 心慌·心郁·逐個捉 | 滕麗名、馬德鐘                                                                        | 潘嘉德        | 2005年在收費頻道播出 2006年在翡翠台播出             | |
| 5月      | 20   | 香港 | 心理心裏有個謎   | 陳錦鴻、滕麗名、鄭嘉穎                                                                | 關永忠        | 2005年在收費頻道播出 2006年在翡翠台播出             | 前名《心靈雞湯》                                                                                    |
| 10月     | 25   | 香港 | 鴨寮街的金蛋     | 歐陽震華、郭羨妮、向海嵐、黎耀祥、楊思琦、蔡子健                                      | 鄺業生        | 2004年在收費頻道播出 2005年在翡翠台播出             | 前名《鴨寮下的金蛋》 翡翠台以《翻新大少》的名字播出                                                 |
| 12月     | 20   | 香港 | 西廂奇緣         | 吳卓羲、胡杏兒、葉 璇、馬國明                                                         | 張乾文        | 2005年在翡翠台播出                                  | |
| 2005年   |      |      |                  |                                                                                       |               |                                                     | |
| 1月      | 20   | 香港 | 驚艷一槍         | 馬德鐘、佘詩曼、歐錦棠、陳松伶、陳錦鴻、文頌嫻                                        | 唐基明        | 2009年在收費頻道播出 2012年在翡翠台播出             | |
| 3月      | 20   | 香港 | 疊影危情         | 林保怡、蘇玉華、溫兆倫                                                                | 莊偉建        | 2005年在翡翠台播出                                  | 前名《灰色軌跡》 翡翠台以劇名《奪命真夫》播出                                                       |
| 5月      | 20   | 香港 | 肝膽崑崙         | 吳卓羲、陳鍵鋒、曹敏莉、蓋鳴暉                                                        | 梁材遠        | 2006年在收費頻道播出 2011年在翡翠台播出             | 翡翠台以《蓋世孖寶》的名字播出                                                                      |
| 5月      | 25   | 香港 | 本草藥王         | 林文龍、葉 璇、馬國明、李施嬅                                                         | 黃偉聲        | 2005年在翡翠台播出                                  | |
| 9月      | 20   | 香港 | 十兄弟           | 郭可盈、林文龍、黎諾懿、唐 寧、胡諾言、胡定欣、李逸朗、羅貫峰                         | 潘嘉德        | 2006年在收費頻道播出 2007年在翡翠台播出             | 又名《天賜良兒》                                                                                    |
| 2006年   |      |      |                  |                                                                                       |               |                                                     | |
| 1月      | 20   | 香港 | 飛短留長父子兵   | 鄭嘉穎、陳松伶、陳敏之                                                                | 梁材遠        | 2006年在翡翠台播出                                  | |
| 2月      | 40   | 中港 | 游劍江湖         | 郭羨妮、陳錦鴻、何家勁、陳 龍、陳怡蓉                                                 | 唐基明        | 2008年在收費頻道播出 2013年在翡翠台播出             | |
| 5月      | 20   | 香港 | 上海傳奇         | 苗僑偉、黃宗澤、向海嵐、楊思琦、陳國邦、高 雄、駱應鈞                                 | 張乾文        | 2008年在收費頻道播出 2013年在翡翠台播出             | 前名《上海風雲》                                                                                    |
| 7月      | 30   | 香港 | 亂世佳人         | 胡杏兒、吳卓羲、陳錦鴻、唐 寧                                                         | 莊偉建        | 2007年在翡翠台播出                                  | 翡翠台版27集                                                                                        |
| 7月      | 42   | 中港 | 爭霸             | 劉松仁、馬德鐘、陳 坤、郭羨妮                                                         | 梁家樹 蔡晶盛 | 2006年在翡翠台播出                                  | |
| 8月      | 30   | 香港 | 布衣神相         | 林文龍、林 峯、楊 怡、李施嬅                                                          | 關永忠        | 2007年在收費頻道播出 2011年在翡翠台播出             | |
| 12月     | 20   | 香港 | 千謊百計         | 黃宗澤、陳鍵鋒、徐子珊、楊思琦                                                        | 徐遇安        | 2008年在收費頻道播出 2013年在翡翠台播出             | |
| 2007年   |      |      |                  |                                                                                       |               |                                                     | |
| 1月      | 20   | 香港 | 我外母唔係人     | 薛家燕、梁榮忠、鍾嘉欣、元 華                                                         | 黃偉聲        | 2007年在收費頻道播出 2012年在翡翠台播出             | 巡禮名《聚寶盆》 前名《非常外母戇姑爺》 台譯《我的丈母娘不是人》 大陸易名《非常岳母》、《神奇岳母》 |
| 2月      | 20   | 香港 | 強劍             | 黃宗澤、鄭嘉穎、廖碧兒、楊思琦、陳敏之、黎耀祥、高 雄                                 | 劉家豪        | 2007年在翡翠台播出                                  | 前名《強劍江湖》                                                                                    |
| 3月      | 20   | 香港 | 凶城計中計       | 陳錦鴻、謝天華、廖碧兒、岳 華、湯盈盈                                                 | 莊偉建        | 2009年在收費頻道播出 2013年在翡翠台播出             | 前名《凶城計》                                                                                      |
| 7月      | 20   | 香港 | 蘭花刼           | 蘇玉華、田蕊妮、唐 寧、陳錦鴻                                                         | 唐基明        | 2008年在收費頻道播出 2017年在翡翠台播出             | 前名《獄陷驚情》                                                                                    |
| 2008年   |      |      |                  |                                                                                       |               |                                                     | |
| 3月      | 25   | 香港 | 古靈精探         | 郭晉安、郭羨妮、馬國明、曾華倩、阮小儀                                                | 張乾文        | 2008年在翡翠台、高清翡翠台播出 2012年在收費頻道播出 | |
| 8月      | 22   | 香港 | 搜神傳           | 鍾嘉欣、陳浩民、陳錦鴻、譚小環、胡定欣、歐錦棠、惠英紅、劉曉彤、陳思齊、鄭子誠        | 李添勝        | 2008年在翡翠台、高清翡翠台播出                      | 翡翠台版半小時一集（共42集）                                                                        |
| 2009年   |      |      |                  |                                                                                       |               |                                                     | |
| 1月      | 20   | 香港 | 碧血鹽梟         | 馬浚偉、楊 怡、黃浩然、郭 峰、駱應鈞                                                  | 李添勝        | 2009年在翡翠台、高清翡翠台播出                      | 前名《勝雪鹽棧》 高清製作                                                                           |
| 2月      | 20   | 香港 | 盛世仁傑         | 鄭則士、陳錦鴻、郭羨妮、廖碧兒、黎耀祥、陳秀珠、唐 寧、李香琴、曹永廉、朱慧敏、葉翠翠 | 梁材遠        | 2012年在翡翠台、高清翡翠台播出                      | 巡禮名《狄仁傑傳奇》 前名《盛世人傑》                                                               |
| 6月      | 20   | 香港 | 仁心解碼         | 方中信、徐子珊、黃浩然、蔣志光、張國強                                                | 羅永賢        | 2011年在翡翠台、高清翡翠台播出                      | 前名《杏林心處》                                                                                    |

## 2010年代
| 首發月份 | 集數 | 產地 | 劇名           | 主演                                                                          | 編審          | 監製   | 香港播出日期及頻道                           | 備註                                  |
| 2010年   |      |      |                |                                                                               |               |        |                                              |                                       |
| 1月      | 20   | 香港 | 戀愛星求人     | 馬浚偉、楊 怡、謝天華                                                         | 陳靜儀 劉枝華 | 徐遇安 | 2010年在收費頻道播出 2013年在翡翠台播出      | 巡禮名《星座小王子》 前名《占星情緣》 |
| 2012年   |      |      |                |                                                                               |               |        |                                              |                                       |
| 4月      | 21   | 香港 | 女警愛作戰     | 周麗淇、謝天華、黃智雯、高鈞賢、朱 璇、呂慧儀、王君馨、朱慧敏、趙希洛、翟威廉 | 關皓月        | 張乾文 | 2013年在翡翠台、高清翡翠台播出               |                                       |
| 2016年   |      |      |                |                                                                               |               |        |                                              |                                       |
| 6月      | 20   | 香港 | 性在有情       | 張兆輝、陳敏之、江美儀、阮兆祥、許紹雄、沈震軒、小 寶、王君馨                 | 梁恩東        | 文偉鴻 | 經重新剪輯後，2017年在週日翡翠台晚上時段播放 |                                       |
| 2019年   |      |      |                |                                                                               |               |        |                                              |                                       |
| 11月     | 20   | 香港 | 堅離地愛堅離地 | 張振朗、龔嘉欣、劉佩玥、陳智燊、黃心穎、謝東閔                                | 彭美鳳        | 吳冠宇 | 2020年12月在翡翠台播放                       |                                       |
| 12月     | 20   | 香港 | 過街英雄       | 森 美、黃翠如、江嘉敏、譚凱琪                                                 | 張宗齊        | 吳冠宇 | 2020年8月在翡翠台播放                        |                                       |

## 2020年代
| 首發月份 | 集數 | 產地 | 劇名 | 主演                                                                            | 編審 | 監製   | 香港播出日期及頻道    | 備註 |
| 2023年   |      |      |      |                                                                                 |      |        |                       |      |
| 3月      | 10   | 香港 | OPM  | 黃庭鋒、湯洛雯、姚宏遠、蔣志光、歐陽偉豪、張寶兒、黃嘉樂、黃子恆、傅嘉莉、泰 臣 |      | 關文深 | 2025年1月在翡翠台播放 |      |